# Margarida de Valois, Duquesa de Berry
Margarida de Valois ou Margarida de França (em francês:  Marguerite de France; Saint-Germain-en-Laye, 5 de junho de 1523 - Turim, 15 de setembro de 1574), foi a filha mais nova do rei Francisco I de França e de Cláudia de França, filha do rei Luís XII e de Ana, Duquesa da Bretanha.

## Biografia

### Início da vida
Margarida nasceu no Castelo de Saint-Germain-en-Laye em 5 de junho de 1523, filha e filho mais novo do rei Francisco I de França e Cláudia, Duquesa da Bretanha. Margarida era muito próxima de sua tia paterna, Margarida de Navarra, que cuidou dela e de sua irmã Madalena durante a infância e de sua cunhada Catarina de Médici.
Perto do final de 1538, seu pai e Carlos V do Sacro Império Romano-Germânico, concordaram que Margarida deveria se casar com o filho de Carlos, o futuro Filipe II de Espanha. No entanto, o acordo entre Francisco e Carlos teve vida curta e o casamento nunca ocorreu.
Em 29 de abril de 1550, aos 26 anos, foi criada suo jure Duquesa de Berry.

### Casamento
Pouco antes de completar 36 anos, um casamento foi finalmente arranjado para ela por seu irmão, rei Henrique II de França, e seu ex-pretendente Filipe II, como parte dos termos estipulados no Tratado de Cateau-Cambrésis, assinado pelos embaixadores representando os dois monarcas. em 3 de abril de 1559. O marido escolhido para ela foi o aliado de Filipe, Emanuel Felisberto, Duque de Saboia, príncipe de Piemonte. Na época, Margarida foi descrita como uma "senhora solteirona de excelente criação e intelecto vivo".

O casamento ocorreu em circunstâncias trágicas. Em 30 de junho, apenas três dias após a assinatura do contrato de casamento, o rei Henrique ficou gravemente ferido durante um torneio que celebrava o casamento de sua filha mais velha, Isabel, com o recém-viúvo rei Filipe. Uma lança empunhada por seu oponente, o Conde de Montgomery, acidentalmente atingiu seu capacete em um ponto embaixo da viseira e quebrou. As lascas de madeira penetraram profundamente em seu olho direito e entraram em seu cérebro. Perto da morte, mas ainda consciente, o rei ordenou que o casamento de sua irmã acontecesse imediatamente, por medo de que o duque de Saboia pudesse lucrar com sua morte e renegar a aliança.

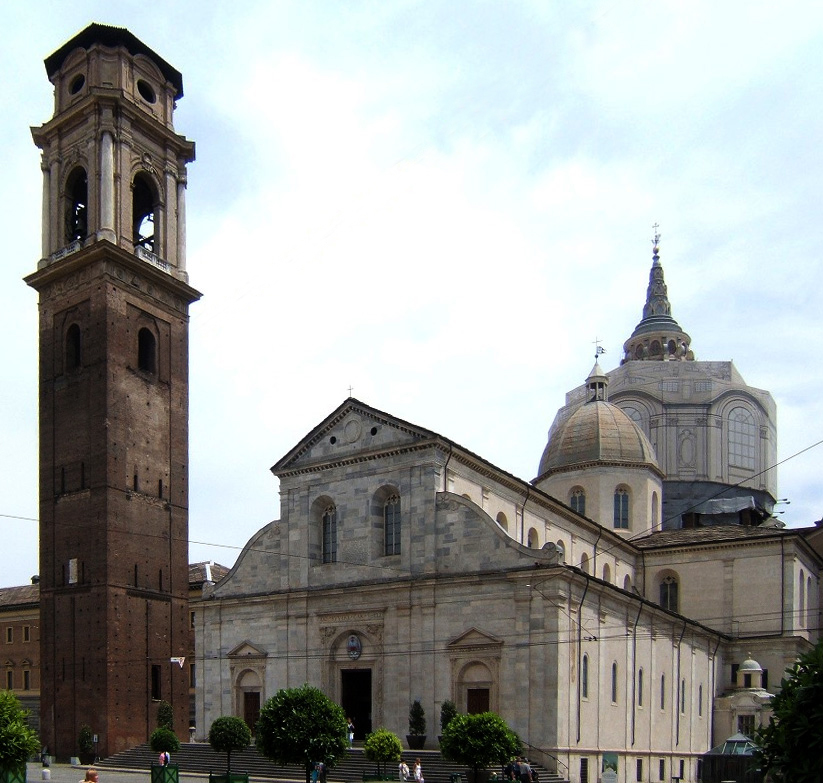
Catedral de São João Batista, Turim, o local de sepultamento de Margarida

A cerimônia não ocorreu na Catedral de Notre Dame, como havia sido planejado. Em vez disso, foi um evento solene e moderado, realizado à meia-noite de 9 de julho em Saint-Paul, uma pequena igreja não muito longe do Palácio de Tournelles, onde o irmão moribundo de Margarida estava abrigado. Entre os poucos convidados estava a rainha francesa Catarina de Médici, que estava sentada sozinha, chorando. O rei Henrique morreu no dia seguinte.

## Descendência
Margarida e seu marido tiveram apenas um filho sobrevivente: Carlos Emanuel I, Duque de Saboia, nascido em janeiro de 1562, quando Margarida tinha 38 anos de idade. Mais tarde, casou-se com a infanta Catarina Micaela de Espanha, filha do rei Filipe II por seu casamento com a sobrinha de Margarida, Isabel de Valois.

## Morte
Margarida morreu em 14 de setembro de 1574, aos 51 anos. Foi enterrada em Turim, na Catedral de São João Batista.